# Констанс II Погонат
Констанс II Погонат (грч: Κώνστας Β') био је византијски цар од 641. до 668. године.
Констанс је рођен као Ираклије, старији син Ираклија Новог Константина и Грегорије. Владарско име Константин добио је када га је 641, под притиском побуњених војника, стриц Ираклиона усинио и прогласио за савладара. У византијским изворима, због своје младости, остао је упамћен под деминутивом Констанс. Када је одрастао због своје бујне браде добио је надимак Погонат (Брадати).
Током своје самосталне владе Констанс је морао да брани царство од напада муслиманских Арапа. Иако је византијска војска била углавном неуспешна, Констанс је, захваљујући међусобним сукобима између муслимана, успео да склопи повољан мировни споразум 656. године.
У верској политици Констанс, по узору на свог деду Ираклија, покушао је да наметне монотелитизам као званично учење Цркве како би помирио православне и монофизите. Расправе о овом питању цар је покушао да забрани едиктом из 648, али је касније подвргао прогону најупорније присталице православља Максима Исповедника и римског папу Мартина I. Максим Исповедник је умро 662. у прогонству у кавкаској Лазики, а папа Мартин на Криму 665. године.
Користећи затишје на истоку, Констанс је са двором и великом војском отишао на крајњи запад Царства у жељи да одбрани поседе у Италији од Лангобарда. Том приликом је 663. посетио Рим где га је свечано дочекао папа Виталијан. Тиме је Констанс био први цар који је посетио Рим после пропасти Западног римског царства. Цар ипак није могао да стекне чврсто упориште на Апенинском полуострву па се повукао у Сиракузу на Сицилији где је 15. септембра 668. године убијен у дворској завери. Престо је на кратко преузео узурпатор Мизезије кога је убрзо погубио Констансов син Константин IV.